# Autoroute A4 (Pologne)
Pour les articles homonymes, voir Autoroute A4.
L'autoroute A4 est une autoroute polonaise d’une longueur de totale de 672,75 km. Il s'agit de l'autoroute polonaise la plus longue, et la deuxième entièrement ouverte à la circulation (après l'autoroute A8) en 2016. Cette autoroute fait partie de la route européenne 40. Elle traverse entièrement le pays d’est en ouest, de Korczowa, près de Lviv jusqu’à Jędrzychowice, près de Görlitz (à la frontière allemande). À l’ouest, elle est prolongée vers Dresde par l’autoroute allemande BAB 4 et elle débouchera à l’est sur la route fédérale M10 ukrainienne, qui conduit à Lviv et Kiev.

## Histoire
Le dernier tronçon en construction, entre Rzeszów et Jarosław, ouvre à la circulation le 20 juillet 2016, ce qui permet la mise en service complète de l'autoroute.

## Parcours
- Frontière allemande
- Aire de service
- 1 Zgorzelec : Zgorzelec, Bogatynia DK30 DK94
- Aire de service Żarska Wieś (dans les deux sens)
- (en projet)  Péage de Przesieczany
- 2 Godzieszów : Lubań DW296
  -  Aire de repos Czerna (dans les deux sens)
- 3 Bolesławiec : Bolesławiec, Lwówek Śląski DW297
- Aire de service Kraśnik Dolny (sens Jędrzychowice-Korczowa)
- Échangeur entre A4 et A18 E36 Krzyżowa : Olszyna (frontière allemande), Cottbus, Berlin
- 4 LSSE obszar Krzywa : Szczytnica
- 5 Krzywa : Chojnów, Bolesławiec DK94
- (en travaux)  Aire de service Osetnica (sens Korczowa-Jędrzychowice)
- (en travaux)  Aire de service Jadwisin (sens Jędrzychowice-Korczowa)
- 6 Chojnów : Chojnów, Złotoryja DW328
- 7 Lubiatów : Lubiatów, Gierałtowiec
  - (en projet)  Aire de repos Pawlikowice (sens  Korczowa-Jędrzychowice)
  - (en projet)  Aire de repos Strupice (sens  Jędrzychowice-Korczowa)
- 8 Złotoryja : Złotoryja, Legnica DW364
- Échangeur entre A4 et S3 Legnica Południe : Lubawka (frontière tchèque), Zielona Góra, Świebodzin, Gorzów Wielkopolski, Szczecin, Świnoujście[1]
- 9 Legnica Wschód : Legnica, Jawor, Jelenia Góra DK3 E65
- (en projet)  Aire de service Gniewomierz (sens Korczowa-Jędrzychowice)
- 10 Legnickie Pole : Legnickie Pole, Gniewomierz
- 11 Mikołajowice : Mikołajowice, Taczalin
- 12 Wądroże Wielkie : Wądroże Wielkie, Mierczyce
- (en projet)  Aire de service Rębienica (sens Jędrzychowice-Korczowa)
- 13 Budziszów : Strzegom, Jawor DW345
- 14 Udanin : Ujazd Górny, Udanin
  - (en projet)  Aire de repos Jarosław (sens  Korczowa-Jędrzychowice)
  - (en projet)  Aire de repos Pichorowice (sens  Jędrzychowice-Korczowa)
- 15 Gościsław : Jarosław, Pieszkalowice
- 16 Kostomłoty : Kostomłoty, Strzegom, Wałbrzych, Jelenia Góra, Lubawka (frontière tchèque) DK5
- Tronçon commun avec la route nationale 5
- (en projet)  Aire de service Piotrowice (sens Korczowa-Jędrzychowice)
- (en projet)  Aire de service Stróża (sens Jędrzychowice-Korczowa)
- 17 Kąty Wrocławskie : Kąty Wrocławskie DW347
  - (en projet)  Aire de repos Sadków (sens  Korczowa-Jędrzychowice)
  - (en projet)  Aire de repos Różaniec (sens  Jędrzychowice-Korczowa)
- 18 Pietrzykowice : Pietrykowice, Smolec, Tyniec Mały DW348
- Échangeur entre A4, A8 et S8 E67 Wrocław Południe : Kłodzko, Prague, Wrocław, Łódź, Varsovie, Białystok
- 19 Bielany Wrocławskie : Bielany Wrocławskie, Wrocław DK5 E261
- Fin du tronçon commun avec la route nationale 5
- Péage de Karwiany
- 20 Wrocław Wschód : Żórawina DW395
  -  Aire de repos Krajków (dans les deux sens)
- 21 Brzezimierz : Strzelin, Oława DW396
- Aire de service Oleśnica Mała (sens Korczowa-Jędrzychowice)
- Aire de service Witowice (sens Jędrzychowice-Korczowa)
- (en projet)  22 Owczary : Owczary, Brzeg, Wiązów DK39
- 23 Brzeg : Grodków, Brzeg DW401
  -  Aire de repos Jankowice Wielkie (sens  Korczowa-Jędrzychowice)
  -  Aire de repos Wierzbnik (sens  Jędrzychowice-Korczowa)
- Aire de service Młyński Staw (sens Korczowa-Jędrzychowice)
- Aire de service Rzędziwojowice (sens Jędrzychowice-Korczowa)
- 24 Opole Zachód : Niemodlin, Nysa, Opole (ouest) DK46
  -  Aire de repos Prószków (sens  Korczowa-Jędrzychowice)
  -  Aire de repos Przysiecz (sens  Jędrzychowice-Korczowa)
- 25 Opole Południe : Opole DK45
- 26 Krapkowice : Gogolin, Krapkowice DW423
- Aire de service Wysoka (sens Korczowa-Jędrzychowice)
- Aire de service Góra Św. Anny (sens Jędrzychowice-Korczowa)
- 27 Kędzierzyn-Koźle : Strzelce Opolskie, Kędzierzyn-Koźle DW426
- 28 Strzelce Opolskie : Strzelce Opolskie DK88
- Tronçon commun avec la route nationale 88
  -  Aire de repos Proboszczowice (sens  Korczowa-Jędrzychowice)
  -  Aire de repos Chechło (sens  Jędrzychowice-Korczowa)
- 29 Łany : Ujazd, Pyskowice, Kędzierzyn-Koźle DK40
- 30 Kleszczów : Gliwice (ouest) DK88
- Fin du tronçon commun avec la route nationale 88
- Aire de service Kozłów (sens Korczowa-Jędrzychowice)
- Aire de service Rachowice (sens Jędrzychowice-Korczowa)
- 31 Gliwice Ostropa : Gliwice (sud) DW408
- 32 Gliwice Bojków : Gliwice, Knurów, Rybnik DK78
- Péage de Gliwice-Bojków
- Échangeur entre A4, A1 et 44 Gliwice Sośnica : Gliwice, Zabrze, Bytom, Częstochowa, Łódź, Toruń, Gdańsk
- 33 Zabrze Południe : Ruda Śląska (ouest)
- 34 Ruda Śląska : Ruda Śląska DW925
- Aire de service Ruda Śląska-Wirek (sens Korczowa-Jędrzychowice)
- Aire de service Ruda Śląska Halemba (sens Jędrzychowice-Korczowa)
- 35 Chorzów : Chorzów (sud)
- 36 Katowice Mikołowska : Katowice (sud)
- 37 Katowice Francuska : Katowice (centre)
- 38 Katowice Murckowska : Katowice (est), Sosnowiec, Tychy, Dąbrowa Górnicza DK86
- 39 Mysłowice : Mysłowice
- Échangeur entre A4 et S1 E75 E462 Brzęczkowice : Tychy, Pszczyna, Bielsko-Biała, Cieszyn, Dąbrowa Górnicza
- Tronçon commun avec la route européenne 462
- Péage de Mysłowice-Brzęczkowice
- 40 Jaworzno Jeleń (demi-échangeur) : Jaworzno
- Aire de service Jaworzno-Zastawie (sens Korczowa-Jędrzychowice)
- Aire de service Kępnica (sens Jędrzychowice-Korczowa)
- 41 Jaworzno Cezarówka (demi-échangeur) : Jaworzno, Byczyna, Osiedle Kąty DK79
- 42 Chrzanów : Chrzanów DW933
- 43 Trzebinia : Chrzanów, Trzebinia DK79
- 44 Rudno : Grulec, Regulice
- Aire de service Morawica (sens Jędrzychowice-Korczowa)
- Aire de service Aleksandrowice (sens Korczowa-Jędrzychowice)
- Péage de Balice
- Échangeur entre A4, S52 et DK7 E77 Balice I : Cracovie (nord), Olkusz
- Fin du tronçon commun avec la route européenne 462
Tronçon commun avec la route nationale 7 et la route européenne 77
- 45 Kraków Balice : Aéroport Jean-Paul II de Cracovie, Kryspinów
- 46 Kraków Bielany : Cracovie (ouest)
- 47 Kraków Tyniec : Tyniec, Cracovie (ouest)
- 48 Kraków Skawina : Cracovie (Dębniki) DK44
- 49 Kraków Południe : Cracovie (centre), Myślenice, Nowy Targ, Zakopane, Chyżne (frontière slovaque) DK7 E77
- (en projet)  Échangeur entre A4 et S7 Kraków Południe : Myślenice, Chyżne, Zakopane
- Fin du tronçon commun avec la route nationale 7 et la route européenne 77
- 50 Kraków Łagiewniki : Cracovie (sud) DW776
- 51 Kraków Wieliczka : Cracovie (centre), Wieliczka DK94
- Échangeur entre A4 et S7 Kraków Bieżanów : Cracovie (est), Kielce, Varsovie (en projet)
  -  Aire de repos Podłęże (sens  Korczowa-Jędrzychowice)
  -  Aire de repos Zakrzów (sens  Jędrzychowice-Korczowa)
- (en projet)  52 Niepołomice : Niepołomice DW964
- (en projet)  Péage de Staniątki
- 53 Targowisko : Niepołomice DK75
- Aire de service Kłaj (sens Korczowa-Jędrzychowice)
- Aire de service Stanisławice (sens Jędrzychowice-Korczowa)
- 54 Bochnia : Bochnia
- 55 Brzesko : Brzesko, Nowy Sącz DW768
  - (en travaux)  Aire de repos Mokrzyska (sens  Korczowa-Jędrzychowice)
  - (en travaux)  Aire de repos Bagno (sens  Jędrzychowice-Korczowa)
- 56 Tarnów Zachód : Tarnów (ouest) DW975
- Aire de service Rudka (sens Korczowa-Jędrzychowice)
- Aire de service Komorów (sens Jędrzychowice-Korczowa)
- 57 Tarnów Północ : Tarnów (nord) (centre), Dąbrowa Tarnowska DK73
  - (en travaux)  Aire de repos Jawornik (sens  Korczowa-Jędrzychowice)
  - (en travaux)  Aire de repos Jastrząbka (sens  Jędrzychowice-Korczowa)
- 58 Dębica Zachód : Dębica (nord) (centre)
- 59 Dębica Wschód : Dębica (est) (centre) DW985
- Aire de service Paszczyna Północ (sens Korczowa-Jędrzychowice)
- Aire de service Paszczyna Południe (sens Jędrzychowice-Korczowa)
- 60 Sędziszów : Sędziszów Małopolski, Ropczyce
  -  Aire de repos Dąbry (sens  Jędrzychowice-Korczowa)
  -  Aire de repos Bratkowice (sens  Korczowa-Jędrzychowice)
- (en projet)  Péage de Bratkowice
- Échangeur entre A4 et S19 Rzeszów Zachód : Rzeszów (ouest)
- Tronçon commun avec la S19
- 61 Rzeszów Północ : Rzeszów (nord) (centre), Głogów Małopolski, Kolbuszowa DK9 E371
- Échangeur entre A4, S19 et DK97 Rzeszów Wschód : Rzeszów (est), Sokołów Małopolski, Stalowa Wola, Nisko
- Fin du tronçon commun avec la S19
- Aire de service Łukawiec (sens Korczowa-Jędrzychowice)
- Aire de service Palikówka (sens Jędrzychowice-Korczowa)
- 62 Łańcut : Łańcut, Leżajsk DW877
  -  Aire de repos Budy (sens  Korczowa-Jędrzychowice)
  -  Aire de repos Młyniska (sens  Jędrzychowice-Korczowa)
- 63 Przeworsk : Przeworsk, Sieniawa DW835
- 64 Jarosław Zachód : Jarosław (ouest), Przeworsk DK94
- Aire de service Pawłosiów (sens Korczowa-Jędrzychowice)
- Aire de service Cieszacin (sens Jędrzychowice-Korczowa)
- 65 Jarosław Wschód : Jarosław (est) DW880
  -  Aire de repos Gubernia (sens  Korczowa-Jędrzychowice)
  -  Aire de repos Dmytrowice (sens  Jędrzychowice-Korczowa)
- 66 Przemyśl : Radymno, Przemyśl DK77
- (en projet)  Péage de Hruszowice
- Aire de service Chotyniec (sens Korczowa-Jędrzychowice)
- Aire de service Hruszowice (sens Jędrzychowice-Korczowa)
- 67 Korczowa : Korczowa DK94
- Frontière ukrainienne : Korczowa - Krakovets